# La Granja (Estrémadure)
Pour les articles homonymes, voir La Granja.
La Granja est une commune de la province de Cáceres dans la communauté autonome d'Estrémadure en Espagne.

## Culture et patrimoine
Au bout de la perspective de son escalier d'eau, le petit château de La Granja possède vingt-six fontaines monumentales, œuvres de sculpteurs français, alimentant un lac artificiel appelé El Mar (la mer).